# کوزارچانکا

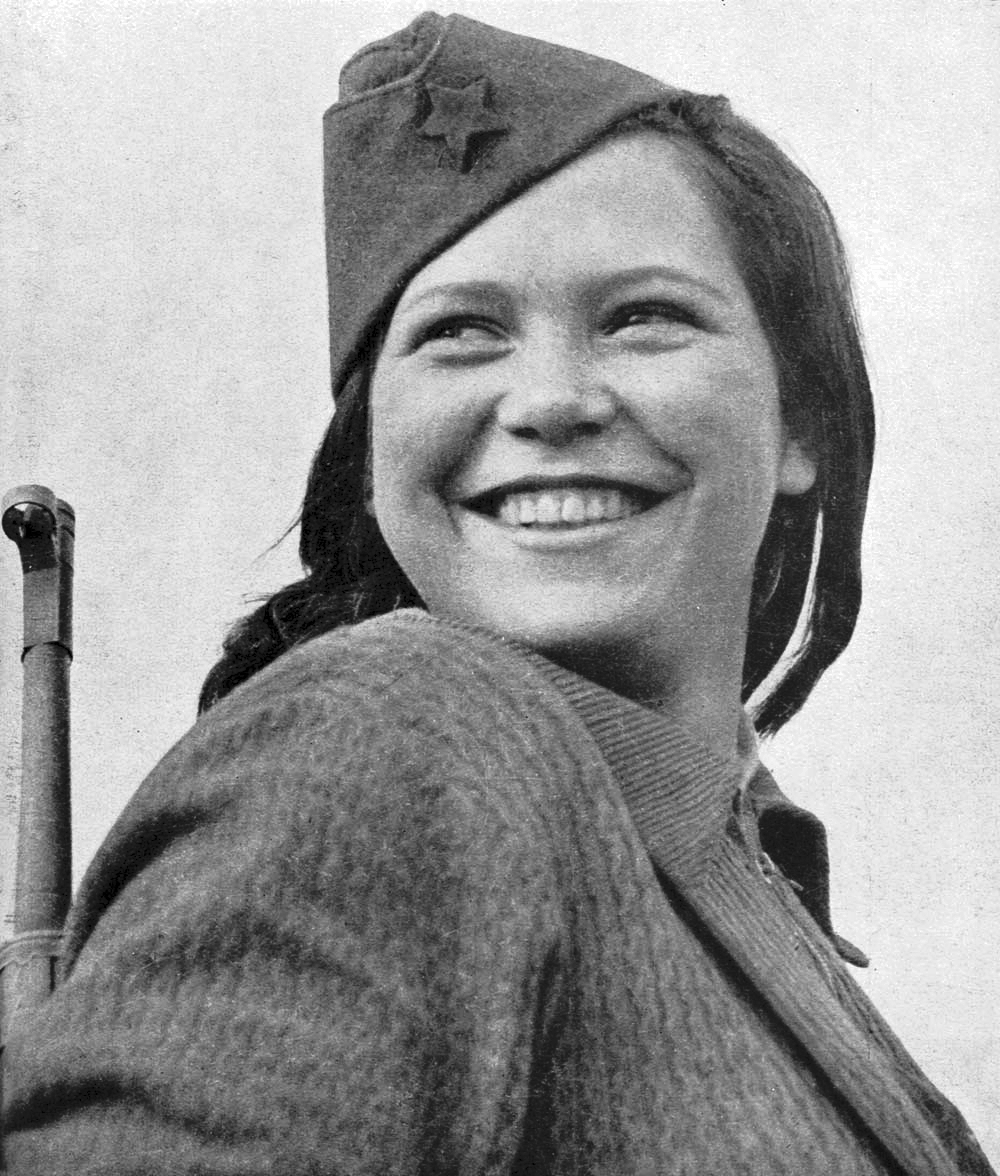
کوزارچانکا اثر ژورژ اسکریگین. موضوع عکس میلیا مارین (با نام خانوادگی تورومان) است.

کوزارچانکا (سیریلیک صربی: Козарчанка به معنی "زن اهل کوزارا ") عکسی از جنگ جهانی دوم است که در جمهوری سوسیالیستی فدرال یوگسلاوی به نماد تبدیل شد. عکاس هنری یوگسلاوی ژورژ اسکریگین در شمال بوسنی در زمستان ۱۹۴۳–۱۹۴۴، یک پارتیزان زن خندان را نشان می‌دهد که کلاه تیتوکا به سر دارد و تفنگی روی شانه‌اش آویزان است.
موضوع پرتره میلیا مارین است. صرب بوسنیایی اهل روستایی در دامنه کوه کوزارا. مدت کوتاهی پس از جنگ، او با یک پارتیزان ازدواج کرد و در شهر پرییدور ساکن شد. او در سال ۲۰۰۷ در سن ۸۱ سالگی درگذشت.
کوزارچانکا در کتاب‌های درسی پرتیراژ مدرسه، تک‌نگاری‌ها و پوسترهای جنگ و همچنین روی جلد آلبومی از یک گروه موسیقی پاپ معروف یوگسلاوی به نمایش درآمد. هویت مارین به عنوان سوژه عکس در یوگسلاوی سوسیالیستی شناخته شده نبود.

## پیشینه
در آوریل ۱۹۴۱، پادشاهی یوگسلاوی توسط نیروهای محور به رهبری آلمان نازی مورد تهاجم قرار گرفت، اشغال و تجزیه شد. یک دولت دست نشانده فاشیست به نام دولت مستقل کرواسی در ۱۰ آوریل کنترل تقریباً تمام کرواسی امروزی، تمام بوسنی و هرزگوین امروزی و بخش‌هایی از صربستان امروزی را بدست گرفت.  به رهبری جنبش ملی‌گرای اوستاشه کرواسی، یکی از سیاست‌های این جنبش فاشیستی نسل‌کشی صرب‌ها در دولت مستقل کرواسی با کشتار دسته جمعی، اخراج و یکسان‌سازی اجباری بود.  جنبش‌های مقاومت به زودی در پاسخ به اشغال ایجاد شدند که یکی از آنها توسط اتحادیه کمونیست‌های یوگسلاوی سازماندهی شد. حزب به ریاست یوسیپ بروز تیتو تصمیم گرفت ۴ ژوئیه برای راه اندازی یک قیام مسلحانه سراسری تحت حمایت اعضای نیروهای تحت رهبری آن به عنوان پارتیزان شناخته عمل کند.  از آنها به عنوان ارتش آزادیبخش ملی یوگسلاوی نیز یاد می‌شد. در دسامبر ۱۹۴۳ و ژانویه ۱۹۴۴، تیپ ۱۱ کراجینا ارتش آزادیبخش ملی در حال حمله به آلمانی‌ها و نیروهای اوستاشه در منطقه کوهستانی کوزارا در شمال بوسنی بود تا فشار پارتیزان در بانوینا و شرق بوسنی را کاهش دهد، جایی که محور حملات بزرگ ضد حزبی پیشرو بود. 

## عکس و موضوع آن
در طول زمستان ۱۹۴۳–۱۹۴۴، سربازان سیار تئاتر آزادی ملی با ستونی از پارتیزان‌های تیپ ۱۱ کراجینا در منطقه کنشپوله، در منطقه کازارا مواجه شدند. رئیس بخش باله تئاتر، گئورگیج «ژورژ» اسکریگین، یک رقصنده باله یوگسلاوی با تبار روسی بود.    اسکریگین همچنین یک عکاس هنری تحسین شده بین‌المللی بود و جوایز معتبری را در تعدادی از نمایشگاه‌های عکاسی در اواخر دهه ۱۹۳۰ دریافت کرده بود.  بین سال‌های ۱۹۴۲ و ۱۹۴۵، اسکریگین حدود ۵۰۰ عکس از جنگ گرفت که برخی از آنها در جمهوری فدرال سوسیالیستی یوگسلاوی افسانه‌ای شدند.  فرمانده تیپ ۱۱ کراجینا نیز در ستون حضور داشت و اسکریگین از او خواست تا از یک مبارز زن پارتیزان عکس بگیرد. فرمانده پنج پرستار جوان را از ستون انتخاب کرد که اسکریگین از میان آنها میلیا مارین هفده ساله را انتخاب کرد.   او صرب بوسنیایی اهل روستای برکینجا در نزدیکی دوبیکا، در دامنه کوه کوزارا بود.  اسکریگین یک ژاکت کش باف پشمی روی او گذاشت، تفنگی را روی شانه‌اش انداخت، کلاه تیتوفکا را با ستاره قرمز رنگش به کنار سرش کج کرد، موهایش را صاف کرد و به او گفت که لبخند بزند.  سپس با دوربین رولیفلکس خود از او عکس گرفت. 
اسکریگین در عکس‌های جنگی خود دو اصل متفاوت را با هم متحد کرد: واقع گرایی خشن، از نظر محتوا، و تصویرگرایی، از نظر فرم.  در سال ۱۹۶۸، او یک تک نگاری در مورد عکاسی جنگی خود با عنوان (جنگ و صحنه) منتشر کرد که در آن عکس میلجا مارین با عنوان (زن اهل کوزارا) وجود دارد. شرح عکس بدون ذکر نام چنین است: به عنوان یک زن جوان در جریان اولین حمله دشمن اسیر اما موفق به فرار شد - حتی از آلمان - و به کوزارا رسید و در آنجا یکی از مبارزان نیروهای کوزارا شد. 

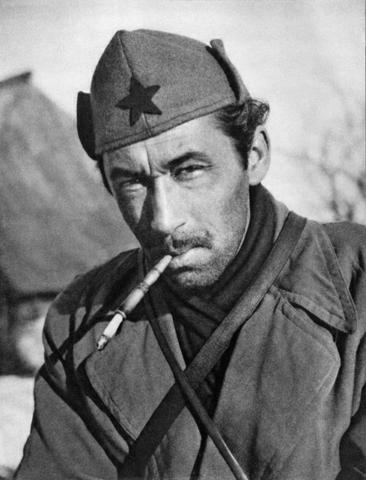
ژورژ اسکریگین، سلف پرتره (۱۹۴۳)

اندکی پس از جنگ، در سال ۱۹۴۶، میلیا مارین با پرو مارین ازدواج کرد و صاحب پنج فرزند شد. ،   از زمان پرو مارین از قیام کوزارا در اواخر ژوئیه ۱۹۴۱ با پارتیزان‌ها جنگیده بود. میلیا در مصاحبه‌ای که در سال ۲۰۰۷ انجام داد، توضیح داد که به دلیل سختی‌های جنگی که او و خانواده اش متحمل شده بودند، در زمان گرفتن عکس احساس لبخند زدن نداشت. با این وجود، او به درخواست اسکریگین رضایت داد و لبخندی درخشان زد.  مارین همچنین اظهار داشت که هرگز قبل از عکس و نه بعد از آن اسلحه حمل نکرده‌است.  او در در سن ۸۱ سالگی در ۱۱ نوامبر ۲۰۰۷ درگذشت. 

## میراث
پس از جنگ، که در آن ارتش آزادیبخش ملی پیروز شد، کوزارچانکا به یک تصویر نمادین زمان جنگ در یوگسلاوی سوسیالیستی تبدیل شد.   این یکی از نمادهای مشارکت توده ای زنان به عنوان داوطلب در مبارزات پارتیزانی بود که در نتیجه به عنوان یک آرمان کل ملت یوگسلاوی مشروعیت یافت.  روایت رسمی مبارزه پارتیزانی که توسط دولت یوگسلاوی پس از جنگ به رهبری تیتو ترویج شد، در خدمت مشروعیت بخشیدن به رژیم و ایجاد احساسات ملی مشترک در این کشور چند قومیتی بود. پارتیزان‌های زن در این روایت جایگاه مهمی داشتند.  کوزارچانکا در کتاب‌های درسی پرتیراژ مدارس، و همچنین تک‌نگاری‌ها و پوسترهای جنگ به نمایش درآمد.   نماد توده ای زیبایی و شور و شوق یک انقلابی را تجلیل می‌کرد.  نسخه اصلاح شده کوزارچانکا (بدون تفنگ) بر روی جلد آلبوم ۱۹۸۶ توسط گروه پاپ یوگسلاوی مرلین ظاهر شد. پشت جلد عکسی از مرلین مونرو بازیگر نقش بسته بود.  هویت اصلی میلیا تورومان (مارین) تا پس از سقوط کمونیسم در یوگسلاوی و سایر کشورهای اروپایی، که پیام ایدئولوژیک عکس دیگر اثری نداشت، برای عموم مردم ناشناخته ماند. 

## یادداشت
1. 1 2  Roberts 1987.
2. ↑  Vucinich 1949.
3. ↑  Milinović & Karasijević 1982.
4. 1 2 3 4  Index.hr & 16 November 2007.
5. 1 2  Arsenev 2012.
6. 1 2 3 4  Todić 2013.
7. 1 2 3  Malić 1997.
8. 1 2 3 4 5  Kovačević 2007.
9. ↑  Lukić 1984.
10. 1 2 3 4 5  Vittorelli 2015.
11. ↑  Ćurguz & Vignjević 1982.
12. 1 2  Batinić 2015.